# Apple Macintosh
 Der er for få eller ingen kildehenvisninger i denne artikel, hvilket er et problem. Du kan hjælpe ved at angive troværdige kilder til de påstande, som fremføres i artiklen.

Macintosh (omtalt i salgsmateriale som Mac siden 1998) er en type af computere designet og fremstillet af det amerikanske firma Apple Inc.
Macs benyttede oprindelig Motorola 68k-mikroprocessorer, men i senere modeller blev CPU'en udskiftet med PowerPC-processorer fra IBM. Efter at have benyttet disse i over et årti skiftede Apple atter processorproducent, denne gang til Intels Core Duo, Core 2 Duo og Xeon 5100. Skiftet medførte væsentlige ændringer inden for Mac-software. Bl.a. gjorde det, at tidligere software skulle omprogrammeres for at kunne køre på Intel-processorerne. Dog havde Apple indsat et PowerPC-emuleringssystem i deres første Intel-udgave af Mac OS X 10.4, der muliggjorde emulering af PowerPC-programmer, såsom Microsoft Office 2004 for Mac og andre programmer udviklet til PowerPC-platformen. 

En væsentlig ting ved Intel-skiftet var, at det gjorde det muligt at køre Microsofts styresystem Windows på en Mac. Dette kan gøres på flere forskellige måder. En traditionel installation af Windows XP eller senere kan foregå via Apples installationsprogram Boot Camp. En anden metode er at bruge virtualiseringssoftware, hvor man kan køre Windows og andre styresystemer side om side med Mac OS X. Inden for denne kategori benyttes især Parallels Desktop og VMware Fusion.
Styresystemet med den grafiske brugergrænseflade blev oprindelig benævnt Macintosh-styresystemet, eller uformelt Mac OS. Fra version 7.6 blev det officielt benævnt Mac OS.
Macintosh blev introduceret den 22. januar 1984 og blev sat til salg to dage efter. Den var den første masseproducerede kommercielle computer, der havde en grafisk brugergrænseflade (GUI). Denne type brugergrænseflade betegnes også WIMP, hviket står for "window, icon, menu, pointing device". Denne type interaktion med computeren (HCI) er udviklet hos Xerox PARC i 1973 men blev for alvor populær og udbredt via Macintosh-computeren. 
Tastaturet til en Macintosh-/Applecomputer afviger fra det traditionelle PC-tastatur. Apple-tastaturet har således et lidt andet design, ligesom det indeholder en række taster, som er unikke for Mac.

## Pc-innovationer introduceret eller populariseret med Macintosh
Macintosh har introduceret eller populariseret mange funktionaliteter - fx:
- Anvendelse af mus og andre pegeredskaber på den personlige computer[1][2]
- Skrivebordslaserprinter[1]
- Desktop publishing (DTP)[1][2]
  - Aldus PageMaker; DTP (1985) (blev til Adobe InDesign i 1999)[3]
  - QuarkXpress; DTP (1987)[3]
- Adobe Photoshop (1990)[3]
- Grafisk brugergrænseflade (GUI)[2][4]
- Ethernet-netkort som standardudstyr[2]
- Trackball[2]
- Pegefelt i stedet for rullehjul på bærbare computere (introduceret med PowerBook 520 i maj 1994)[2]
- App Store (2008)[2]
- Køb af musik over nettet (iTunes 2003)[2][5]
- Bluetooth[2][4]
- Macintosh skiftede CPUer, næsten uden brugerne blev besværet, fra Motorola 6809E, 68k til(1996) PowerPC til(2006) Intel x86 og x86-64[2][6]
- Tastatur med indbygget indre belysning[2][4]
- SSD[2]
- USB blev designet til pc, men blev først populært efter Apple gjorde det til standardudstyr[4]
- FireWire, også kendt som IEEE 1394 i pc-verdenen eller iLink hos Sony[4]
- Wi-Fi (AirPort, AirPort Extreme)[4]
- SCSI[4]